# Památník generála Gablenze
Památník generála Gablenze z roku 1868 stojí na návrší Šibeník nad Trutnovem. Připomíná vítězství X. rakouského armádního sboru nad pruským vojskem v bitvě u Trutnova ze dne 27. června 1866. Litinový památník byl vystavěn jako 20 metrů vysoká rozhledna a svým tvarem připomíná obelisk. Vnitřkem obelisku vedou schody až do vrchní části, odkud je výhled na celé bojiště a také město a okolí. Na pomník byla zaznamenána jména padlých důstojníků a počty obětí z jednotlivých pluků rakouské armády. V kryptě jsou uloženy ostatky generála Ludwiga Gablenze (1814–1874). Památník je chráněn jako kulturní památka České republiky.
Bojištěm pak vede naučná stezka Po stopách války 1866 - Den bitvy u Trutnova 27.6.